# NBC
A National Broadcasting Company (NBC) (em português:  Empresa Nacional de Radiodifusão) é uma rede de televisão e de rádio comercial americana que é a propriedade carro-chefe da NBCUniversal, uma subsidiária da Comcast (também proprietária da Universal Studios). A rede fica sediada no Comcast Building (anteriormente conhecido como GE Building) no Rockfeller Center na cidade de Nova Iorque, com escritórios maiores adicionais próximo a Los Angeles (no Universal City Plaza), Chicago (na NBC Tower) e em breve na Filadélfia no Comcast Innovation and Technology Center. A NBC é referida as vezes como a "Peacock Network" (Rede do Pavão), em referência ao seu logotipo de um pavão estilizado, que foi criado originalmente em 1956 para as suas então novas transmissões em cores, tornando-se o emblema oficial da rede em 1979. É a segunda rede de televisão mais assistida dos Estados Unidos, atrás somente da CBS.
Fundada em 1926 pela Radio Corporation of America (RCA), a NBC é a rede de radiodifusão mais antiga dos Estados Unidos. Em 1986, o controle da NBC foi passado para a General Electric (GE) – que foi anteriormente a proprietária da RCA e da NBC até 1930, quando ela foi forçada a vendê-la como resultado de acusações de antitruste – através da compra da RCA no valor de 6,4 bilhões de dólares. Seguida da aquisição da GE (que posteriormente vendeu a RCA), Bob Wright serviu como chefe executivo de ofício da NBC, mantendo-se nessa posição até à sua saída em 2007, quando foi sucedido por Jeff Zucker. Em 2003, a empresa de mídia francesa Vivendi fundiu os seus ativos de entretenimento com a GE, criando a NBC Universal. A Comcast adquiriu uma participação de controle na empresa em 2011, adquirindo os ativos remanescentes da GE em 2013. Logo após a fusão com a Comcast, Zucker deixou a NBCUniversal e foi substituído como CEO por Steve Burke, executivo da Comcast.
A NBC possui onze emissoras de televisão próprias e operadas e cerca de 200 afiliadas ao redor dos Estados Unidos e seus territórios, sendo que algumas delas também estão disponíveis no Canadá através de provedores de televisão paga ou em áreas de fronteira por meio de televisão terrestre; a NBC também possui acordos de licenciamento de marca para canais internacionais na Coreia do Sul e na Alemanha. Por ser a maior rede de televisão do país e uma das maiores do mundo, a emissora possui uma capacidade sem paralelo de influenciar a cultura americana. Desde a sua fundação, a empresa possui longas controvérsias que vão desde seu apoio a Guerra Fria até à influência em eleições presidenciais do período democrático, como nas eleição de 2016.

## História

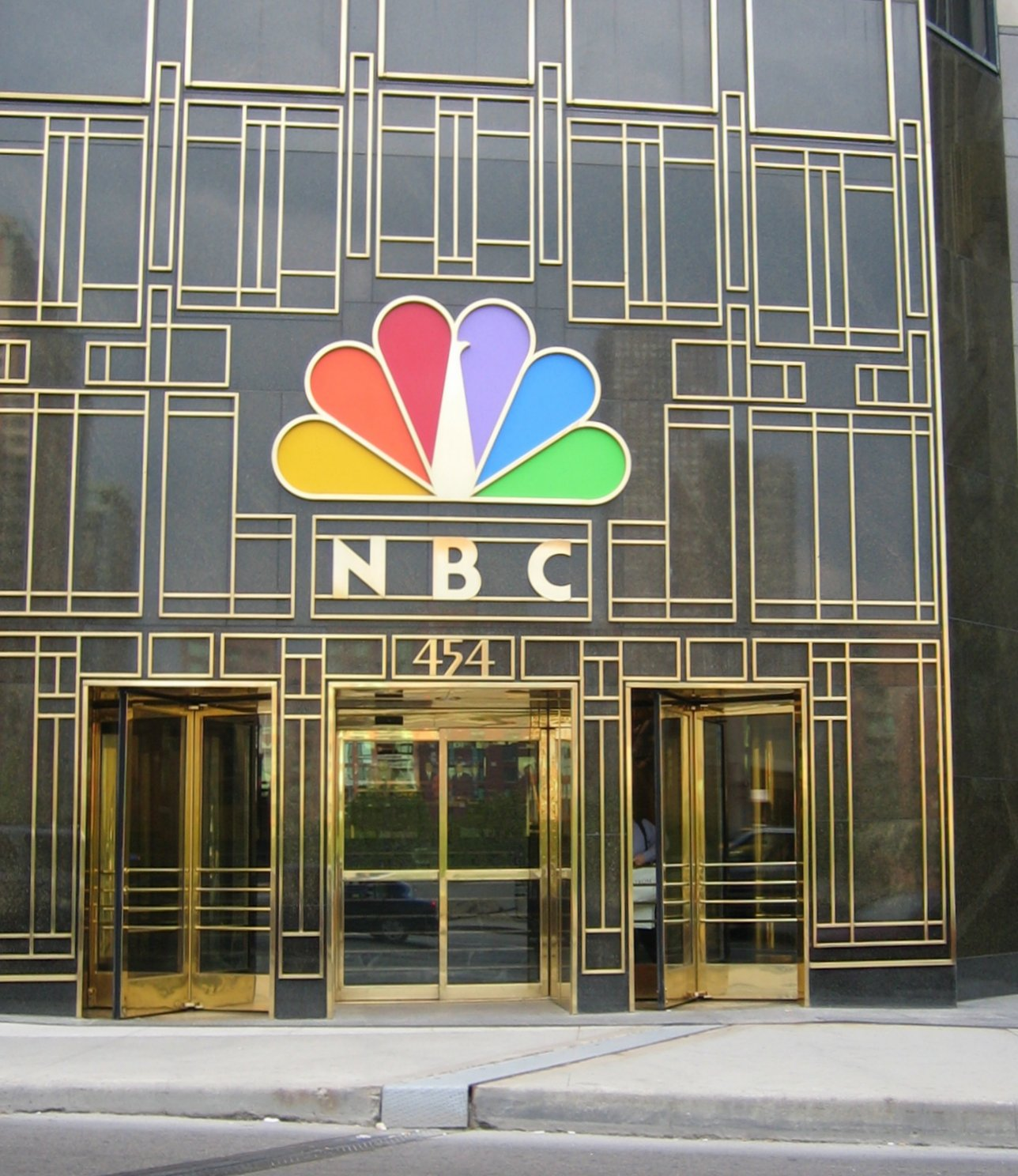
Sede da NBC na cidade de Chicago

Logo da NBC durante 2011

Logo da NBC durante 2009

Logo da NBC de 2013 até 2018

Logo da NBC de 2018 até 2022

Por muitos anos, a imagem da NBC foi ligada ao seu fundador, David Sarnoff, que via o canal como uma forma de vender produtos.
A rede foi pioneira na transformação da programação em preto e branco para a cores, deixando, para trás, todas as concorrentes em território americano. Transmissões em cor começaram na década de 1950, e o primeiro programa a ter todos os seus episódios em cores, Bonanza, começou no outono de 1959. Já em 1963, a maioria dos programas já era transmitido em cores, feito que só seria repetido pelas concorrentes CBS e ABC em 1965 e 1966, respectivamente.
Foi estimado em 2003 que o sinal da NBC alcançava 97,17 por cento dos domicílios norte-americanos, alcançando 103 624 370 lares nos EUA. A NBC possui 207 VHF e UHF filiais transmissoras e retransmissoras de sua programação ao redor dos EUA e seus territórios ultramarinos. O canal também é recebido através da América Latina e do Caribe via TV a cabo e a Satélite.
O canal já transmitiu alguns dos seriados mais famosos do mundo, entre eles Star Trek, Friends, Will & Grace, Cheers, Frasier, Seinfeld, Mad About You, Law & Order (e suas spin-off Special Victims Unit, Criminal Intent, LA, dentre outras) Miami Vice e vários outros.
Em 2004, a GE adquiriu a Vivendi Universal Entertainment (VUE), dona da Universal Studios. A VUE pertencia a antiga Vivendi Universal (agora Vivendi SA), empresa francesa que passou a ser sócia minoritária (20%) da companhia que resultou da fusão da VUE e da NBC, NBC Universal.
Em 1991, Brandon Tartikoff deixou a NBC para assumir um cargo na Paramount Pictures. Em uma década, ele havia transformado uma emissora decadente, com nenhum programa no Top 10, em uma poderosa rede de televisão com vários programas de sucesso.
Warren Littlefield tomou o lugar de Tartikoff na emissora e teve um começo difícil ao lidar com o fim da maior parte dos hits da era de seu predecessor. Alguns culparam Littlefield pela perda de David Letterman para a rede CBS, quando ele decidiu que Jay Leno substituiria Johnny Carson como apresentador do The Tonight Show. No entanto, logo as coisas mudaram e novos programas de sucesso começaram a substituir os antigos, especialmente Mad About You, Friends, Frasier, ER, Seinfeld e Will & Grace.
Depois que a CBS escolheu Survivor para ancorar a sua programação às quintas-feiras, seu sucesso sugeriu que a dominação de duas décadas da NBC poderia terminar. Com a perda de Friends e Frasier em 2004, a emissora se viu repleta de programas de média audiência e poucos sucessos. A severa competição com a franquia C.S.I. da rede CBS, American Idol da FOX e Lost, Desperate Housewives e Grey's Anatomy fez a NBC cair para quarto lugar em audiência nos Estados Unidos.
Na penúltima temporada, a NBC não conseguiu se recuperar dos baixos índices de audiência da temporada 2005-2006, novos dramas e sitcoms, não conseguiram conter mais um ano de avanço da FOX, ABC e da CBS, principalmente. Apesar de tudo, a NBC conseguiu apresentar bons índices, graças a Heroes, o novo hit da temporada, o retorno da NFL aos domingos, no programa NBC Sunday Night Football.

## Programação
A NBC opera com 87 horas de programação regular, fazendo com que as afiliadas tenham 22 horas de transmissão.
Atualmente, a emissora transmite a soap opera "Days of Our Lives", desde 1965. Além disso, a emissora também transmitiu outros programas como: The Doctors, Another World, Santa Barbara, Passiones, Generations, Sunset Beach, Somerset entre outros.

### Seriados
Uma das marcas da NBC também são os seus seriados antigas e atuais, entre eles os grandes sucessos mundiais:
- ER
- Frasier
- Friends
- Get Smart
- Miami Vice
- Seinfeld
- The Blacklist
- Law & Order: Special Victims Unit
- Chicago Med
- Chicago Fire
- Chicago P.D.
- The Fresh Prince of Bel-Air

A "emissora do pavão" ainda tem seus sucessos como:
- 30 Rock
- Chuck
- Law & Order
- The Office
- Brooklyn Nine-Nine
- Parks and Recreation
- Superstore

### Lista das séries da NBC Actual
Dramas
- Quantum Leap (1989–1993; 2022)
- Law & Order (1990–2010; 2022)
- Law & Order: Special Victims Unit (1999)
- Chicago Fire (2012)
- The Blacklist (2013)
- Chicago P.D. (2014)
- Chicago Med (2015)
- New Amsterdam (2018)
- Law & Order:Crime organizado (2021)
- La Brea(2021)

Comédia
- Young Rock (2021)
- American Auto(2021)
- Grand Crew(2021)
- Lopez vs. Lopez(2022)

2022: Adérito Vindose

### Jornalismo
O jornalismo tem sido de extrema importância à NBC em muito tempo datando a imagem pública da emissora. Entre as principais produções jornalísticas da NBC estão:
- Dateline NBC
- Early Today
- Meet The Press
- NBC Nightly News
- Rock Center
- Today

A expansão do jornalismo para a televisão a cabo fez com que fossem lançados os canais CNBC para notícias empresariais, a MSNBC para notícias em geral, o NBC Sports Network para eventos esportivos e a aquisição do The Weather Channel.
O programa NBC Nightly News tem sido o jornalístico mais assistido dos Estados Unidos